# Saison 1935 de la NFL
Navigation
Édition précédente Édition suivante
La saison 1935 de la NFL est la 16e saison de la National Football League. Elle voit le sacre des Lions de Détroit.

## Classement général
| Conférence Est         |      |      |      |        |          |            |
| Franchise              | Vic. | Déf. | Nuls | % vic. | Pts pour | Pts contre |
| Giants de New York     | 9    | 3    | 0    | .750   | 180      | 96         |
| Dodgers de Brooklyn    | 5    | 6    | 1    | .455   | 90       | 141        |
| Steelers de Pittsburgh | 4    | 8    | 0    | .333   | 100      | 209        |
| Redskins de Boston     | 2    | 8    | 1    | .200   | 65       | 123        |
| Eagles de Philadelphie | 2    | 9    | 0    | .182   | 60       | 179        |

| Conférence Ouest     |      |      |      |        |          |            |
| Franchise            | Vic. | Déf. | Nuls | % vic. | Pts pour | Pts contre |
| Lions de Détroit     | 7    | 3    | 2    | .700   | 191      | 111        |
| Packers de Green Bay | 8    | 4    | 0    | .667   | 181      | 96         |
| Bears de Chicago     | 6    | 4    | 2    | .600   | 192      | 106        |
| Cardinals de Chicago | 6    | 4    | 2    | .600   | 99       | 97         |

Un match entre Boston et Philadelphie fut annulé.

## Finale NFL
- 15 décembre 1935, à Détroit devant 15 000 spectateurs, Lions de Détroit 26 - Giants de New York 7

## Statistiques
- 638 178 spectateurs assistent aux 53 matchs de la saison régulière, soit une moyenne de 12 041 spectateurs par match.
- Earl Dutch Clark des Lions de Détroit est le leader au classement des scoreurs avec 6 TD, 1 FG, 16 PAT et 55 TP.
- Le quarterback Ed Danowski des Giants de New York est le leader du classement des passeurs avec 113 tentatives de passes, 57 passes complétées, 794 yards gagnés en passe, 10 TD pour 9 interceptions.
- Le coureur Doug Russell des Cardinals de Chicago est le leader du classement des coureurs avec 140 courses, 499 yards gagnés, 3,6 yards gagnés par course et aucun TD.
- Le receveur rookie Tod Goodwin des Giants de New York est le leader du classement des receveurs de passes avec 26 passes complétées, 432 yards gagnés en passe, une moyenne de 16,6 yards par passe et 4 TD.
- Les Bears de Chicago gagnent 3454 yards au total.
- Les Bears de Chicago gagnent 2096 yards en course.
- Les Packers de Green Bay gagnent 1449 yards en passe.
- Les Redskins de Boston perdent 1996 yards au total.
- Les Redskins de Boston perdent 998 yards en course.
- Les Cardinals de Chicago perdent 793 yards en passe.